# 7

「七」の筆順

7（七、漆、質、柒、しち、ひち、なな、ななつ、なー）は、自然数また整数において、6の次で8の前の数である。
英語では、基数詞でseven (セブン)、序数詞ではseventh。

## 読み
「七」の訓読みは「なな」、音読みは「しち」である。だが、「しち」という読みが言いにくく、また一（いち）、四（し）、八（はち）と聞き間違いをしやすいことから、他の数字なら音読みする文脈でも訓読みすることが多い（70〈ななじゅう〉など）。ただし、「7月（しちがつ）」、「7時（しちじ）」は、聞き間違いを意識的に排除する場合を除き、音読みされることが多い。名数では、他の数字同様、後に続く語が音読みか訓読みかによって読みが決まる（「七福神〈しちふくじん〉」「七草〈ななくさ〉」など）が、希に、後に音読みが続くにもかかわらず訓読みするものもある（「七不思議〈ななふしぎ〉」など）。
七（しち）を「ひち」と発音する方言もある。例えば岐阜県の「七宗町」の読みは「ひちそうちょう」と公式に定められている。
金銭証書などで間違いを防ぐため「漆」ないし「柒」を用いることがある。

## 性質
- 7 は4番目の素数である。1つ前は5、次は11。
  - 約数の和は8。
    - 約数の和が立方数になる2番目の数である。1つ前は1、次は102。
    - 約数の和が2の累乗数になる2番目の数である。1つ前は3、次は21。

  - 2番目の安全素数である。1つ前は5、次は11。
  - 素数を並べて数を作るとき（2, 23, 235, 2357, 235711, ...）、素数となる3番目の数である。1つ前は3、次は719。(オンライン整数列大辞典の数列 A046284)
- 7 = 7 + 0 × i (iは虚数単位)
  - a + 0 × i (a > 0)で表される2番目のガウス素数。1つ前は3、次は11。
- 7 = 23 − 1
  - 3番目のメルセンヌ数である。1つ前は3、次は15。
    - 2番目のメルセンヌ素数である。1つ前は3、次は31。

  - 7 = 23 − 13
    - n = 2 のときの n3 − (n − 1)3 の値とみたとき1つ前は1、次は19。(オンライン整数列大辞典の数列 A003215)
    - 連続する立方数の差で表せる最小の素数である。次は19。
    - 7 = 22 + 2 × 1 + 12
      - 1辺2aの立方体を1辺aの立方体8個を使って作ったとき、同時に見ることができる1辺1の立方体は最大7個である。

  - 7 = 8 − 1
    - n = 1 のときの 8n − n の値とみたとき1つ前は1、次は62。(オンライン整数列大辞典の数列 A024089)
      - 8n − n の形の最小の素数である。次は509。(オンライン整数列大辞典の数列 A224469)
- p = 7 のときの 2p − 1 で表される 27 − 1 = 127 は4番目のメルセンヌ素数である。1つ前は5、次は13。
- 7 = 21 × 31 + 1
  - 4番目のピアポント素数である。1つ前は5、次は13。(オンライン整数列大辞典の数列 A005109)
- 2番目の七角数である。1つ前は1、次は18。
- 1/7 ＝ 0.142857… (下線部は循環節で長さは6)
  - 循環節の長さが n − 1 (全ての余りを巡回する)である数（素数に限られる）のうち最小の数である、次は17。(オンライン整数列大辞典の数列 A006883)
  - 循環節の長さが6になる最小の数である、次は13。(オンライン整数列大辞典の数列 A120100)
  - 循環節が n になる最小の数である。1つ前の5は41、次の7は239。(オンライン整数列大辞典の数列 A003060)
- (5, 7) は2番目の双子素数。1つ前は(3, 5)、次は(11, 13)。
  - (3, 5, 7) は唯一の (p , p + 2 , p + 4) 型の三つ子素数。
  - (5, 7, 11, 13) は最小の四つ子素数。次は(11, 13, 17, 19)。
- 最小の 8n − 1 型の素数である。この類の素数は x2 − 2y2 と表せるが、7 = 32 − 2 × 12 である。次は23。
- 7 = 22 + 3
  - n = 2 のときの 2n + 3 の値とみたとき1つ前は5、次は11。(オンライン整数列大辞典の数列 A062709)
    - 2n + 3 の形の2番目の素数である。1つ前は5、次は11。(オンライン整数列大辞典の数列 A057733)
- 7 = 22 + 12 + 12 + 12 であり、4個の平方数の和で表せる。3個以下の平方数の和では表せない最小の自然数である。
- 5番目のトリボナッチ数である。1つ前は4、次は13。
- 4番目のリュカ数である。1つ前は4、次は11。
- 22/7 は円周率の比較的良い近似値である。値は 3.14285714… となる。これに関連して、7月22日は円周率近似値の日となっている。
- 平面図形である正七角形は、折り紙による作図ができても定規とコンパスによる作図ができない最小の正多角形である。次は正九角形。(オンライン整数列大辞典の数列 A004169)
  - 正2mFaFb…Fc角形（Fa , Fb , … ,Fc は全て異なるフェルマー素数、m は非負整数）は定規とコンパスのみで作図することができる。
- 1から7までの7個全てで割り切れる、最小の数は[1,2,3,4,5,7] = 420 である。
- トーラス（円環）上の図表は、7色で彩色可能である（四色定理）。
- 最初の7つの素数の平方和は 666 になる。
22 + 32 + 52 + 72 + 112 + 132 + 172 = 666
- 7 を含むピタゴラス数は 72 + 242 = 252 である。
- 九九では 1 の段で 1 × 7 = 7(いんしちがしち)、7 の段で 7 × 1 = 7(しちいちがしち)と2通りの表し方がある。
- 7 までの自然数の和は完全数28になる。1 + 2 + 3 + 4 + 5 + 6 + 7 = 28
- ルネ・トムの提唱したのカタストロフの種類は全部で7である。
- 7! = 1 × 2 × 3 × 4 × 5 × 6 × 7 = 5040
  - 7 × 8 × 9 × 10 = 5040 、7! は 7 から 10 の積に等しい。
  - 7! − 1 = 5039
    - n = 7 のときの n! − 1 で表せる 7! − 1 は4番目の階乗素数である。1つ前は6、次は12。(オンライン整数列大辞典の数列 A002982)

  - 7! + 1 = 5041 = 712 より合成数である。
    - n! + 1 が p2 (p は素数) の約数をもつ3番目の数である。1つ前は5、次は12。(オンライン整数列大辞典の数列 A064237)
      - n! + 1 が平方数になる数で、2019年現在発見されている n の値は 4, 5, 7 である[1]。
- 7# − 1 = 2 × 3 × 5 × 7 − 1 = 209 = 11 × 29 となり、初めて n# − 1 の形において合成数となる n である。(n# は素数階乗、つまり n 以下の素数の総乗)
- 7 = 20 + 21 + 22
  - a = 2 のときの a0 + a1 + a2 の値とみたとき1つ前は3、次は13。
    - a0 + a1 + a2 の形で表せる2番目のメルセンヌ素数である。1つ前は3、次は31。
    - a0 + a1 + a2 の形で表せる2番目のハーシャッド数である。1つ前は3、次は21。
    - a0 + a1 + a2 の形で表せる2番目の素数である。1つ前は3、次は13。

  - 2の累乗和とみたとき1つ前は3、次は15。
- 各位の和が7となるハーシャッド数は100までに2個、1000までに6個、10000までに18個ある。
- 7番目のハーシャッド数である。1つ前は6、次は8。
  - 7を基とする最小のハーシャッド数である。次は70。
- 各位の和（数字和）が7となる最小の数である。次は16。
  - 各位の和が7になる数で素数になる最小の数である。次は43。(オンライン整数列大辞典の数列 A062337)
- 各位の平方和が49になる最小の数である。次は70。(オンライン整数列大辞典の数列 A003132)
  - 各位の平方和が n になる最小の数である。1つ前の48は444、次の50は17。(オンライン整数列大辞典の数列 A055016)
- 各位の立方和が343になる最小の数である。次は70。(オンライン整数列大辞典の数列 A055012)
  - 各位の立方和が n になる最小の数である。1つ前の342は156、次の344は17。(オンライン整数列大辞典の数列 A165370)
- 各位の積が7になる最小の数である。次は17。(オンライン整数列大辞典の数列 A034054)
  - 各位の積が7になる数で素数になる最小の数である。次は17。(オンライン整数列大辞典の数列 A107693)
  - 各位の積と各位の和が等しくなる数で素数になる4番目の数である。1つ前は5、次は2141。(オンライン整数列大辞典の数列 A066306)
- 異なる平方数の和で表せない 31個の数の中で4番目の数である。1つ前は6、次は8。
- 約数の和が7になる数は1個ある。(4) 約数の和1個で表せる5番目の数である。1つ前は6、次は8。
  - 約数の和が奇数になる3番目の奇数である。1つ前は3、次は13。
- 7 = 1 + 6
  - 倍積完全数の総和で表せる数である。1つ前は1、次は35。
- 連続してある数に対して約数の和を求めていった場合3個の数が7になる。7より小さい数で3個ある数はない。1つ前は4 (2個)、次は8 (4個)。いいかえると {\displaystyle \sigma ^{m}(n)=7~(m\geqq 1)} を満たす n が3個あるということである (ただし σ は約数関数)。(参照オンライン整数列大辞典の数列 A241954)
- 最初の 4n + 3 型の素数である。次は11。
- 幸運数となる3番目の数である。1つ前は3、次は9。(オンライン整数列大辞典の数列 A000959)
  - 唯一の幸運数かつ安全素数である。
  - 3番目の幸運数かつリュカ数の要素である。1つ前は3。
  - 最小の 4n + 3 型の幸運数である。次は15。
  - 累乗数はもちろん1にもなり得ない2番目の幸運数である。1つ前は3、次は13。
- 7 = 42 − 32 = (4 + 3) × (4 − 3)
  - n = 4 のときの (n + 3)(n − 3) の値とみたとき1つ前は0、次は16。(オンライン整数列大辞典の数列 A028560)
- 7 = 32 − 2
  - n = 2 のときの 3n − n の値とみたとき1つ前は2、次は24。(オンライン整数列大辞典の数列 A024024)
    - 3n − n の形の2番目の素数である。1つ前は2、次は6553。(オンライン整数列大辞典の数列 A224420)
- 以下のような無限多重根号の式で表せる。
{\displaystyle 7={\sqrt {42+{\sqrt {42+{\sqrt {42+{\sqrt {42+\cdots }}}}}}}}} , {\displaystyle 7={\sqrt {56-{\sqrt {56-{\sqrt {56-{\sqrt {56-\cdots }}}}}}}}}

### 7の倍数の見分け方
- 「十の位以上の数 (10で除した商)」から「一の位の数 (10で除した剰余) の2倍を引いたもの」が7の倍数ならば、元の数は7の倍数である[2]。例として693の場合、693 = 69×10 + 3 であり、69 - 2×3 = 63 が7の倍数であることから、7の倍数であると判定できる。実際、693 = 7×99 なので7の倍数である。

- 十進数では、12（＝3×4）以下の数のうち、7の倍数だけが「一の位」「数字和」「下P桁がabc」「ゾロ目」のどれも使えず、「M×一桁数」で一の位が1になる数を探す方法になる。十進数では7×3＝21なので、一の位に2を掛けて元数を10で割った商から減じ、1桁になるまで続ける。結果が 0 か 7 か −7[注 1]なら、元数は7で割り切れる。
  - 例1：259 → 25 - 9×2 = 7 → 259は7の倍数 (259 = 7 × 37)。
  - 例2：2023 → 202 - 3×2 = 196 
00000196 →  19 - 6×2 = 7 → 2023、196はどちらも7の倍数 (2023 = 7 × 289、196 = 7 × 28)。
- 桁数の多い十進数において、ある整数が7の倍数であるかどうかを判定する方法の一つとして、いくつか挙げられる
  - 1001が7の倍数であることを応用した方法

1001 = 7 * 11 * 13 だから 1000 = 1001 - 1 = ( 7 * 11 * 13 ) - 1
ここから、元の数を3桁ごとに区切り、得られた数を右から順に交互に加減算を行い、奇数番目の和と偶数番目の和の差を計算する。
差として得られた数を7で除した剰余が元の数を7で除した剰余に一致するので、この剰余が0であれば元の数が7の倍数であると判別できる。
たとえば 元の数を1234567890123 とした場合、
1234567890123 → 右から3桁ごとに「1」「234」「567」「890」「123」に分ける
 → 奇数番目の和と偶数番目の和
 0000 (奇数番目) 1 + 567 + 123 = 691 、 (偶数番目) 234 + 890 = 1124
 →  2つの差は  691 - 1124  = -433 = (-1) * ( 7 * 62 + 1 )
 → 元の数 (1234567890123) を7で除した剰余は 1となり、7の倍数ではない。( 1234567890123 = 176366841446 × 7 + 1 )
1,000,000と100を 7 で除した剰余がそれぞれ 1 と 2 であることを応用した方法
まず、ある元の数を「下から7桁目以降の数」と「下から6桁の数」とに区切り、得られた2つの数字をそれぞれ「下2桁（C）」「中2桁 (3～4桁目、B）」「5桁目以降（A）」の3つに分け、「5桁目以降」の数字（A）同士、「中2桁」の数字（B）同士、「下2桁」の数字（C）同士、各々を加えた3つの数（AA、BB、CC）を求める。次に、この3つの数をそれぞれ7で除した"剰余"を求め、「AAの"剰余"の4倍、BBの"剰余"の2倍、CCの"剰余"、この3つを加えた和」の4つの数を求める。最後に得られた和を更に7で除し、その剰余を求めると、元の数を7で除した剰余に一致する。従って、この剰余が0であれば元の数が7の倍数であると判別できる。
たとえば 元の数を1234567890123 とした場合、
1234567890123 → 右から6桁ごとに「1234567」と「890123」に分ける
 → 「下2桁（C）」「中2桁 (B）」「5桁目以降（A）」に分け、桁の大きい方から順（A,B,C の順）に「 123, 45, 67 」 と「89, 01, 23 」に区分けする
  → それぞれ加える
0000（AA） 123 + 89 = 212, （BB） 45 + 01 =  46, （CC） 67 + 23 =90
  → "剰余"を求める
0000（AA） 212 mod 7 = 2, （BB） 46 mod 7 = 4, （CC）  90 mod 7 = 6
  →  それぞれ指定の係数を掛けて足す
00002×4 + 4×2 + 6 = 22, ∴ 22 mod 7 = 1
→ 元の数 (1234567890123) を7で除した剰余は 1となり、7の倍数ではない。( 1234567890123 = 176366841446 × 7 + 1 )
- 十二進数での5の倍数と7の倍数の判定も、十進数での7の倍数の判定と同様になる。十二進数では5×5＝21、7×7＝41なので、7の倍数の場合は一の位に4を掛けて元数を10で割った商から減じ、1桁になるまで続ける。
  - 例1：115 → 5×4 = 18、11 - 18 = -7。
  - 例2：1054 → 4×4 = 14、105 - 14 = B1。B1 → 1×4 = 4、B - 4 = 7。

## 神秘数7
自然数7を神聖なものと考え、そこには人間の力では計り知れない何らかの性質があるとする迷信を神秘数7という。この迷信は現代の日本にも
七福神、七草、7人の侍、ラッキーセブン
といった言葉が見られるように世界各地に流布しているが、室井和男によれば、紀元前26世紀頃の粘土板にすでに
7つの神、7本の軍旗、7人の子を生んだ母、7匹の子羊
と書かれていることからも、その起源はシュメールにあるという。以下、
中村・室井 (2014, pp. 104–105)
に従ってこの説を述べる。
シュメール人が自然数7を特別視していたことは彼らが創り出した60進法と密接に関係している。60進法では1から6までの数の逆数は有限小数となるが、7の逆数は循環小数になる。彼らにとって7は割り算がやりにくい最初の自然数であった。「ギルガメシュとフワワ」という文学作品の中でも自然数7を特別に扱っている箇所があり、シュメール人は「7」において「普通でない」何かが最初に起こると考えていた。
自然数7を特別視する考えは占いと融合してメソポタミア全土に広がっていった。特に紀元前1千年紀の粘土板には
川で生まれた七賢人、プレアデス星団の七神、7つの知恵、7つの舌を持つ蛇、7人の伝令、七日七晩
など、神秘数7の実例がたくさん残されている。
シュメール生まれの迷信にまつわるこれら種々の表現は、古代ギリシャの文化、旧約聖書、新約聖書を通して、形を変えながら世界中に広まっていった。
1週間が7日であることの起源もここにある。あるシュメール語の碑文には神殿建立の祝いとして奴隷たちに7日間の特別待遇が与えられたと記されている。7日を一区切りとするこの考えが聖書に取り入れられて、そこから世界中に広がっていったと室井は考えている。

## その他 7 に関すること

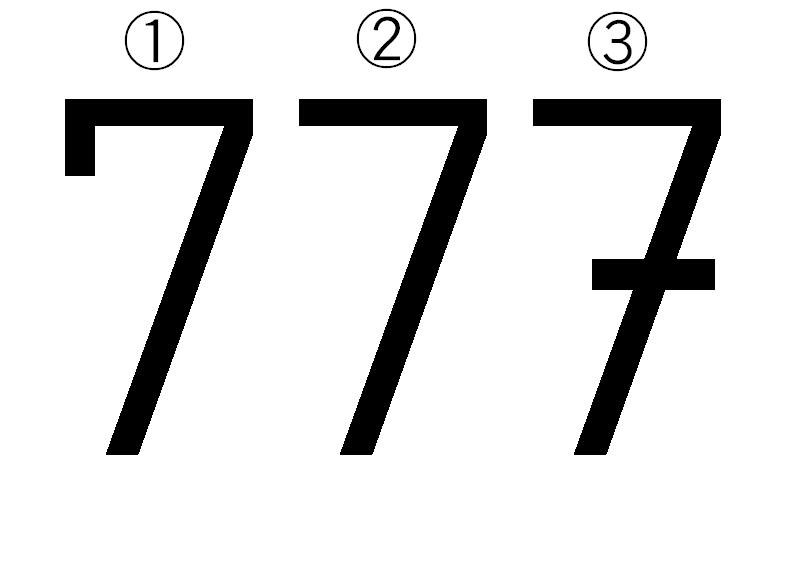
筆記時、日本や台湾や韓国では1番のように書かれることが多い。その他の国では2番のように書くのが一般的で、数字の1との区別のために3番のように線を入れたりする。日本人が1を強調して書くときに、縦棒線の上にカギを付けることがあるが、その字形は欧米では7と認識される可能性がある。

電卓やデジタル時計等の7セグメントディスプレイでの表記方法は2通りある

- タロットの大アルカナで VII は、戦車。
- 易占の六十四卦で第7番目の卦は、地水師。
- 自動車のナンバープレートの希望番号制で、「・・・7」は抽選対象番号。
- テレビのチャンネル番号
  - テレビ愛知を除くテレビ東京系列局、三重テレビ放送（独立局）、福井放送（NNN と ANN のクロスネット局）の地上デジタルリモコンID番号。
  - BSテレ東（旧称・BSジャパン）のBSデジタルリモコンID番号。
  - NHK広島教育テレビのアナログ親局、NHK尾道教育テレビのアナログ中継局チャンネル。
- ななちゃん - テレビせとうちのイメージキャラクター。同局が地デジの「7」チャンネルであることから。
- 中性の pH（ピーエッチ）値あるいはpOH値。
- 日本では、震度の最大値。
- 親（片親）の威光を七光（ななひかり）という。
- 西洋音楽を初め、世界各地には1オクターブ内に7個の音を含む七音音階が見られる。西洋音楽の長音階、短音階は七音音階である。
- 中国音楽には七声と呼ばれる物がある。
- 日本の郵便番号は7桁である[注 2]。
- 七味唐辛子は唐辛子を含む7種類の材料で作られた調味料。
- 7セグメントディスプレイ（7セグ）は、7つの発光部の点灯・消灯でデジタル数字を表示するディスプレイ。なお、7セグで一般的な「7」の表示方法は右上の画像のように2通りある。
- 野球の守備番号において、7は左翼手を意味する。
- 水球の1チームは7人。
- フランス外人部隊の象徴は、7つの炎が噴き出す手榴弾である。
- オイラーが解決したケーニヒスベルクの橋の問題では7つの橋がかかっていた。
- 電卓で1.9129312の3乗を計算すると7と表示される機種がある。それは7の実立方根の絶対値の近似値であるため。
- JIS X 0401、ISO 3166-2:JPの都道府県コードの「07」は福島県。
- 米国発祥の日本の世界最大のコンビニエンスストア・セブン-イレブンはしばしば「セブン」と略される。ロゴマークは7がデザインされ、元々朝7時開店だった。

### 言語
- 7の接頭辞：sept（拉）、hepta（希）
  - 7倍、7重をセプテュプル（セプタプル、septuple）という。
  - 七種競技 (heptathlon) 等。
  - 七重奏のことをセプテット (septet) と言う。
- 7を表すヘブライ数字はザイン。
- 24/7 (twenty-four seven) は、24時間・週7日間を意味し、転じて always（いつも）、24時間営業年中無休という意味を持つ。

### 7番目のもの
- 年始から数えて7日目は1月7日。
- 原子番号7の元素は、窒素 (N)。
- 太陽系第7惑星は、天王星。
- 第7代天皇は、孝霊天皇。
- 7番目の元号は、霊亀[5]。
- 第7代内閣総理大臣は、伊藤博文。
- 通算して第7代の征夷大将軍は、源頼家（鎌倉幕府第2代将軍）。
- 鎌倉幕府第7代将軍は、惟康親王。
- 鎌倉幕府第7代執権は、北条政村。
- 室町幕府第7代将軍は、足利義勝。
- 江戸幕府第7代将軍は、徳川家継。
- 大相撲第7代横綱は、稲妻雷五郎。
- アメリカ合衆国第7代大統領は、アンドリュー・ジャクソン。
- 第7代殷王は、小甲。
- 第7代周王は、共王。
- 第7代ローマ教皇はシクストゥス1世（在位：116年? - 125年?）である。
- 西暦7年
- 新幹線E7系・W7系電車

### 宗教に関する7
- 新約聖書のヨハネの默示録では、7つの門が登場する。
- 七つの大罪：キリスト教において人間を罪に導く可能性があるとされている欲望や感情である。
- キリスト教の七大天使
- アブラハムの宗教では1週（7日）のうち1日は休息を取る日とされている。
- 西洋では、7 は幸運の数とされる。ラッキーセブン。
- 七人ミサキ：海で死んだ7人の幽霊。
- 仏教：古代仏教より、初七日から七七日（四十九日）や、年忌（「七回忌」以降は、日本独自）など、全てを満たす数字とされた。
- クルアーンにおける第7番目のスーラは高壁である。
- 聖書では "3と4に分けることのできる7は完全数と考えられており、また7の半分3.5も同様な使い方をされている。" (聖書思想辞典 三省堂 p151)
- 金神の忌を犯すと家族7人が殺されるという七殺の祟りがある。

### 天文に関する7
- 1週は7日である。
- 七曜は、太陽（日）・月・火星・水星・木星・金星・土星の7個の星の総称。
- 北斗七星は、おおぐま座の一部である星座。
- 昴（プレアデス星団）で明るく煇く星は7個あり、ギリシア神話のアトラースの7人の娘に喩えられる。

### 遊びに関する7
- 6面サイコロの向かい合った面の目の合計はどれも7である。
- 囲碁のタイトル戦は7つある。2017年まで将棋のタイトル戦も7つであったが叡王戦がタイトル戦になり8つになった。
- 七番勝負
- 7並べやセブンブリッジ、ハンゲーム内のロイヤル7ポーカーは、トランプの遊びの一種である。
  - セブンブリッジは、トランプ7枚で役を作り、残った1枚で場を上がる。中国発祥の卓上遊戯である麻雀からヒントを得た。
  - ポーカーのセブンカード・スタッドやテキサス・ホールデムは、7枚から5枚を選んで役を作る。
- 花札を用いて行われるゲームの1つおいちょかぶでは、7 を「ナキ」と呼ぶ。
- 麻雀には七対子という役がある。また字牌は7種類。
- スロットマシンで 7 が揃うとフィーバー。7 の名称は「ジャックポット」。
- 6面サイコロを2つ振った時、2個の合計は7になる確率が一番大きい。
  - サイコロを2つ使ったゲームのクラップスでは、7は非常に重要な数字となっている。カムアウトロールでは、この目が出ると勝ちとなり（ナチュラル）、ポイント決定後に出ると負けとなる（セブン・アウト）。

#### パズルに関する7
- ポリフォームの中で、片面型テトロミノとテトラヘクスはそれぞれ7種類ある。
- タングラム・清少納言知恵の板・ラッキーパズルはいずれも7つのピースを並べるシルエットパズルである。
- ソーマキューブは7つのピースを使って立方体を組み立てるパズルである。
- ベリックの『7つの7』とオドリングの『孤独の7』は、最初に提示された7を手掛かりにして解く虫食い算である。
- 詰将棋において「七」は「王将以外の7種類の駒」を指すことがある。
  - 「七色図式」は初形で王と7種類の駒を配置した問題である。詰め上りが3枚になる時は「七色煙」と呼ばれることがある。
  - 「七種合」は、解答手順中に7種類の合駒が登場する問題である。

### その他
- 七人の侍
- 荒野の七人

## 7個1組の概念
- 虹の色：日本では虹の色は赤・オレンジ・黄色・緑・水色・青・紫の7色とされている。
- 七福神：大黒天・恵比須・毘沙門天・弁才天（弁財天）・福禄寿・寿老人・布袋。
- 七賢　ギリシャ七賢人、竹林の七賢など。
- 七不思議
- 七洋（七つの海）：世界中の7箇所の海を指す。
  - 昔：南シナ海・ベンガル湾・アラビア海・ペルシア湾・紅海・地中海・大西洋。
  - 今：南太平洋、北太平洋、南大西洋、北大西洋、インド洋、北極海、南極海。
- 七草：7種類の植物。または、1月7日の朝に、春の七草が入った粥を食べる風習。
  - 春：芹・薺・蕪・大根・母子草・繁縷（はこべ）・小鬼田平子。
  - 秋：萩・薄・葛・撫子・女郎花・藤袴・桔梗
- 七王国 (heptarchy)：5世紀のイギリスに存在した、7つの小国家である。
- 戦国七雄：古代中国の戦国時代の有力7国。秦、魏、韓、趙、燕、斉、楚
- 七帝大・七大学：戦前に帝国大学として設立された大学の内、現在も日本国内にある7つの大学。東京大学・京都大学・東北大学・九州大学・北海道大学・大阪大学・名古屋大学。
  - 全国七大学総合体育大会：上の七大学が合同で開催する体育大会。
- G7：日本、アメリカ、カナダ、ドイツ、フランス、イギリス、イタリア。
- セブン・シスターズ
  - 7人の魔女の意。欧米ではプレアデス星団の明るい7つの恒星を指す。
  - 七大国際石油メジャーの総称でもある。Exxon, Royal Dutch Shell, BP, Mobil, Texaco, Gulf Oil, Soca。
- SI基本単位：メートル・キログラム・秒・アンペア・ケルビン・カンデラ・モル
- 七つ道具：7種類の道具。
- テトリミノ:テトリスで使用される、4つの正方形を組み合わせて作られた片面型テトロミノ状のブロックピースの種類。I・O・S・Z・J・L・T。
- 世界のビッグ7（世界七大戦艦）：ワシントン海軍軍縮条約で16インチ砲の搭載が認められた大日本帝国の長門型戦艦（長門、陸奥）、大英帝国のネルソン級戦艦（ネルソン、ロドニー）、アメリカ合衆国のコロラド級戦艦（コロラド、メリーランド、ウェストバージニア）

## 符号位置
| 記号 | Unicode | JIS X 0213 | 文字参照            | 名称                                            |
| ---- | ------- | ---------- | ------------------- | ----------------------------------------------- |
| 7    | U+0037  | 1-3-22     | &#x37; &#55;        | DIGIT SEVEN                                     |
| ７   | U+FF17  | 1-3-22     | &#xFF17; &#65303;   | FULLWIDTH DIGIT SEVEN                           |
| ⁷    | U+2077  | -          | &#x2077; &#8311;    | SUPERSCRIPT SEVEN                               |
| ₇    | U+2087  | -          | &#x2087; &#8327;    | SUBSCRIPT SEVEN                                 |
| ৺    | U+09FA  | -          | &#x9FA; &#2554;     | BENGALI CURRENCY NUMERATOR SEVEN                |
| ༰    | U+0F30  | -          | &#xF30; &#3888;     | TIBETAN DIGIT HALF SEVEN                        |
| ፯    | U+136F  | -          | &#x136F; &#4975;    | ETHIOPIC DIGIT SEVEN                            |
| ᧗    | U+19D7  | -          | &#x19D7; &#6615;    | NEW TAI LUE THAM DIGIT SEVEN                    |
| Ⅶ    | U+2166  | 1-13-28    | &#x2166; &#8550;    | ROMAN NUMERAL SEVEN                             |
| ⅶ    | U+2176  | 1-12-28    | &#x2176; &#8566;    | SMALL ROMAN NUMERAL SEVEN                       |
| ⑦    | U+2466  | 1-13-7     | &#x2466; &#9318;    | CIRCLED DIGIT SEVEN                             |
| ⑺    | U+247A  | -          | &#x247A; &#9338;    | PARENTHESIZED DIGIT SEVEN                       |
| ⒎    | U+248E  | -          | &#x248E; &#9358;    | DIGIT SEVEN FULL STOP                           |
| ⓻    | U+24FB  | 1-6-63     | &#x24FB; &#9467;    | DOUBLE CIRCLED DIGIT SEVEN                      |
| ❼    | U+277C  | 1-12-8     | &#x277C; &#10108;   | DINGBAT NEGATIVE CIRCLED DIGIT SEVEN            |
| ➆    | U+2786  | -          | &#x2786; &#10118;   | DINGBAT CIRCLED SANS-SERIF DIGIT SEVEN          |
| ➐    | U+2790  | -          | &#x2790; &#10128;   | DINGBAT NEGATIVE CIRCLED SANS-SERIF DIGIT SEVEN |
| ㆘   | U+3198  | -          | &#x3198; &#12696;   | IDEOGRAPHIC ANNOTATION SEVEN MARK               |
| ㈦   | U+3226  | -          | &#x3226; &#12838;   | PARENTHESIZED IDEOGRAPH SEVEN                   |
| ㊆   | U+3286  | -          | &#x3286; &#12934;   | CIRCLED IDEOGRAPH SEVEN                         |
| 七   | U+4E03  | 1-28-23    | &#x4E03; &#19971;   | CJK Ideograph, number seven                     |
| 柒   | U+67D2  | 2-14-48    | &#x67D2; &#26578;   | CJK Ideograph, number seven                     |
| 漆   | U+6F06  | 1-28-31    | &#x6F06; &#28422;   | CJK Ideograph, number seven                     |
| 𐄍    | U+1010D | -          | &#x1010D; &#65805;  | AEGEAN NUMBER SEVEN                             |
| 𐡞    | U+1085E | -          | &#x1085E; &#67678;  | IMPERIAL ARAMAIC NUMBER SEVEN                   |
| 𐤜    | U+1091C | -          | &#x1091C; &#67868;  | PHOENICIAN NUMBER SEVEN                         |
| 𐩆    | U+10A46 | -          | &#x10A46; &#68166;  | KHAROSHTHI DIGIT SEVEN                          |
| 𐪃    | U+10A83 | -          | &#x10A83; &#68227;  | OLD SOUTH ARABIAN NUMBER SEVEN                  |
| 𐭟    | U+10B5F | -          | &#x10B5F; &#68447;  | INSCRIPTIONAL PARTHIAN NUMBER SEVEN             |
| 𐹦    | U+10E66 | -          | &#x10E66; &#69222;  | RUMI DIGIT SEVEN                                |
| 𝍦    | U+1D366 | -          | &#x1D366; &#119654; | COUNTING ROD UNIT DIGIT SEVEN                   |
| 🄈︎    | U+1F108 | -          | &#x1F108; &#127240; | DIGIT SEVEN COMMA                               |
| 𝟟    | U+1D7DF | -          | &#x1D7DF; &#120799; | MATHEMATICAL DOUBLE-STRUCK DIGIT SEVEN          |
| 𝟽    | U+1D7FD | -          | &#x1D7FD; &#120829; | MATHEMATICAL MONOSPACE DIGIT SEVEN              |
| 𝟕    | U+1D7D5 | -          | &#x1D7D5; &#120789; | MATHEMATICAL BOLD DIGIT SEVEN                   |
| 𝟩    | U+1D7E9 | -          | &#x1D7E9; &#120809; | MATHEMATICAL SANS-SERIF DIGIT SEVEN             |
| 𝟳    | U+1D7F3 | -          | &#x1D7F3; &#120819; | MATHEMATICAL SANS-SERIF BOLD DIGIT SEVEN        |

## 他の表現法
| モールス符号 |
| －－・・・   |

|        |          | ⠛    |
| 信号旗 | 手旗信号 | 点字 |